# Mercer (Pennsylvania)
Mercer è un comune (borough) degli Stati Uniti d'America, situato nello stato della Pennsylvania, nella contea di Mercer, della quale è il capoluogo.